# Cosmetura amamiensis
Cosmetura amamiensis är en insektsart som beskrevs av Tadao Kano och O. Tominaga 1988. Cosmetura amamiensis ingår i släktet Cosmetura och familjen vårtbitare. Inga underarter finns listade i Catalogue of Life.